# Ирвин, Сандора
Сандора Лейветт Ирвин (англ. Sandora Lavett Irvin; род. 23 февраля 1982 года, Форт-Лодердейл, Флорида, США) — американская профессиональная баскетболистка, выступавшая в женской национальной баскетбольной ассоциации. Была выбрана на драфте ВНБА 2005 года в первом раунде под общим третьим номером командой «Финикс Меркури». Играла на позиции лёгкого форварда.

## Ранние годы
Сандора родилась 23 февраля 1982 года в городе Форт-Лодердейл (Флорида) в семье Дона Ирвина и Анджелы Холлис, а училась там же в одноимённой средней школе, в которой выступала за местную баскетбольную команду.